# Дробинсько
Дробинсько (словен. Drobinsko) — поселення в общині Шентюр, Савинський регіон, Словенія. 
Висота над рівнем моря: 336,4 м.